# スクエアエディー
スクエアエディー (Square Eddie ) とはカナダで生産された競走馬、種牡馬である。スクウェアエディーと表記される場合もある。

## 経歴
2008年（2歳）
イギリスのジョン・ベスト厩舎に所属し、5月にウインザー競馬場で競走馬デビュー戦を迎えて3着となり、6月には重賞競走初挑戦となるコヴェントリーステークス（G2）に出走したが15頭中11着だった。7月にメイドン競走を制して初勝利を挙げると続く9月のシレニアステークス（G3）では初のオールウェザー戦ながら2着となり、10月にはアメリカ合衆国に遠征し、G1競走初挑戦となるブリーダーズフューチュリティステークスにラファエル・ベハラーノを鞍上に迎えて11頭中6番人気で出走し、2着となったテレインに4馬身3/4差をつけて勝利し重賞及びG1競走初勝利を挙げた。なおレース後にジョン・パール・レッドダムにトレードされ、アメリカ合衆国のダグ・オニール厩舎に転厩した。続くブリーダーズカップ・ジュヴェナイルは引き続きベハラーノが騎乗して1番人気に支持されたが、レースではミッドシップマンに1馬身1/4差で敗れて2着だった。そしてレース後は休養に入って2歳を終えた。
2009年（3歳）
3歳となっての初戦となった1月のサンラファエルステークス（G3）では1番人気に支持されたが、レースでは2番人気のザパンプルムースに2馬身差で敗れて2着だった。次走は2月のサウスウェストステークス（G3）に出走を予定していたが、脚の怪我により回避し、4月のレキシントンステークス（G2）に新たにエドガー・プラードを鞍上に迎えて1番人気で出走したが、前年のブリーダーズフューチュリティステークスで1番人気で9着となっていたアドヴァイスに敗れて3着だった。そして次走はケンタッキーダービーに向けて調整されていたが脚の怪我を再発させたことにより出走を回避した。休養を経て10月のエイシェントタイトルステークスで復帰したが、見せ場がなく6着に敗れた。続くブリーダーズカップ・ターフスプリントでは見せ場なく10着と大敗した。続く12月のネイティヴダイヴァーハンデキャップ(G3)では最下位の5着に終わった。マリブステークスの6着を最後に現役を引退した。
2010年（4歳）
2010年はカリフォルニアのヴェッセルズスタリオンファームで種牡馬入り、34頭の牝馬に種付けした。
2011年（5歳）
現役に戻り、この年は6戦して1勝を挙げ、2012年から種牡馬入りする。

## 年度別競走成績
- 2008年（2歳） 6戦2勝
  - 1着 ブリーダーズフューチュリティステークス（G1）
  - 2着 シレニアステークス（G3）、ブリーダーズカップ・ジュヴェナイル（G1）
- 2009年（3歳） 6戦0勝
  - 2着 サンラファエルステークス（G3）
  - 3着 レキシントンステークス（G2）
- 2011年（5歳） 6戦1勝

## 血統表
| スクエアエディーの血統ミスタープロスペクター系／Smartaire 4×4=12.50%、Native Dancer 4×5=9.38% | スクエアエディーの血統ミスタープロスペクター系／Smartaire 4×4=12.50%、Native Dancer 4×5=9.38% | スクエアエディーの血統ミスタープロスペクター系／Smartaire 4×4=12.50%、Native Dancer 4×5=9.38% | （血統表の出典）    | （血統表の出典） |
| 父 Smart Strike 1992年 鹿毛                                                                   | 父の父Mr. Prospector 1970年 鹿毛                                                              | Raise a Native                                                                                | Native Dancer       | Native Dancer    |
| 父 Smart Strike 1992年 鹿毛                                                                   | 父の父Mr. Prospector 1970年 鹿毛                                                              | Raise a Native                                                                                | Raise You           |                  |
| 父 Smart Strike 1992年 鹿毛                                                                   | 父の父Mr. Prospector 1970年 鹿毛                                                              | Gold Digger                                                                                   | Nashua              | Nashua           |
| 父 Smart Strike 1992年 鹿毛                                                                   | 父の父Mr. Prospector 1970年 鹿毛                                                              | Gold Digger                                                                                   | Sequence            |                  |
| 父 Smart Strike 1992年 鹿毛                                                                   | 父の母Classy 'n Smart 1981年 鹿毛                                                             | Smarten                                                                                       | Cyane               | Cyane            |
| 父 Smart Strike 1992年 鹿毛                                                                   | 父の母Classy 'n Smart 1981年 鹿毛                                                             | Smarten                                                                                       | Smartaire           |                  |
| 父 Smart Strike 1992年 鹿毛                                                                   | 父の母Classy 'n Smart 1981年 鹿毛                                                             | No Class                                                                                      | Nodouble            | Nodouble         |
| 父 Smart Strike 1992年 鹿毛                                                                   | 父の母Classy 'n Smart 1981年 鹿毛                                                             | No Class                                                                                      | Classy Quillo       |                  |
| 母 Forty Gran 1997年 栗毛                                                                     | 母の父El Gran Senor 1981年 鹿毛                                                               | Northern Dancer                                                                               | Nearctic            | Nearctic         |
| 母 Forty Gran 1997年 栗毛                                                                     | 母の父El Gran Senor 1981年 鹿毛                                                               | Northern Dancer                                                                               | Natalma             |                  |
| 母 Forty Gran 1997年 栗毛                                                                     | 母の父El Gran Senor 1981年 鹿毛                                                               | Sex Appeal                                                                                    | Buckpasser          | Buckpasser       |
| 母 Forty Gran 1997年 栗毛                                                                     | 母の父El Gran Senor 1981年 鹿毛                                                               | Sex Appeal                                                                                    | Best in Show        |                  |
| 母 Forty Gran 1997年 栗毛                                                                     | 母の母Forty Weight 1986年 黒鹿毛                                                              | Quadratic                                                                                     | Quadrangle          | Quadrangle       |
| 母 Forty Gran 1997年 栗毛                                                                     | 母の母Forty Weight 1986年 黒鹿毛                                                              | Quadratic                                                                                     | Smartaire           |                  |
| 母 Forty Gran 1997年 栗毛                                                                     | 母の母Forty Weight 1986年 黒鹿毛                                                              | Opec                                                                                          | Bagdad              | Bagdad           |
| 母 Forty Gran 1997年 栗毛                                                                     | 母の母Forty Weight 1986年 黒鹿毛                                                              | Opec                                                                                          | Laurel Mae F-No.1-n |                  |

血統背景
- 祖母のいとこ、アルファベットスープ（1996年ブリーダーズカップ・クラシック、他重賞競走5勝、種牡馬）